# Eva Ravnbøl
Eva Ravnbøl (født 6. juni 1965 i Gentofte) er en dansk journalist, korrespondent og forfatter. Hun har siden 1990 haft bopæl i Rom, og fra 2011 været freelance researcher, reporter og korrespondent for TV 2 og TV 2 News.
I perioden 1995 til 2001 var hun i 30 programmer på TV 2 vært på madprogrammet Pasta Plus.
Fra 2010 har hun skrevet weekendguides og artikler til Politikens tillæg “Vi Rejser“ og webguiden Turen går til Rom.